# Старовижівський район
Старови́жівський райо́н (до 1946 року — Седлищенський) — колишній район у Волинській області України. Адміністративний центр — смт Стара Вижівка.

## Сучасний стан
За законом № 807-IX від 17 липня 2020 року, більшість дрібних районів , центрами яких були смт або малі міста, були ліквідовані, в тому числі й Старовижівський район. Разом з Шацьким, Турійським та іншими районами, Старовижівський увійшов до складу Ковельського району.

## Географічна характеристика колишнього району
Старовижівський район розташований у північно-західній частині Волинської області.
Межує з Ратнівським, Камінь-Каширським, Ковельським, Турійським, Любомльським та Шацьким районами.
Площа району становить 1120,9 км².
До складу адміністративного району входять 46 сіл та селище міського типу Стара Вижівка.
Рельєф району рівнинний з нахилом в північному напрямку. Територія району заліснена більш як на 32,5 відсотка, площі лісів займають 38,0 тисячі гектарів, сільськогосподарських угідь — 57,0 тисячі гектарів, в тому числі 28,0 тисячі гектарів — площа ріллі.
Територією району протікають річки Прип'ять, Турія, Вижівка, Лють, Кизівка, є 29 озер, в основному карстового походження.
У районі в умовах великої вологості та високого рівня підґрунтових вод утворилися в основному дерново-підзолисті, дерново-глеєві та супіщані ґрунти.
У промисловому відношенні з корисних копалин найбільше значення мають пісок, торф, глина, сапропель, розпочата розробка та видобування фосфоритів.
На території району збереглися унікальні куточки флори і фауни, де утворено 3 загальнозоологічних заказники, збережено 13 пам'яток природи, у тому числі — вікові лісові масиви на території Кримненського та Дубечненського лісництв.
Населення 34188 осіб, у тому числі міського — 5151 (2001). За статтю: чоловіків — 16219, жінок — 17916 осіб. За освітнім рівнем: повну вищу освіту здобули 1793 особи, початкову вищу — 3361 особа. У районі 47 населених пунктів.
Старовижівщина лежить у межах Поліської низовини. Рельєф змінний: від плоского на півночі до хвилясто-горбистого на півдні (середні висоти досягають 140—160 м). Пересічна температура січня — 4—6 градусів, липня — 4—19. Період з температурою понад +10 градусів становить 155 днів. Район належить до вологої, помірно теплої агрокліматичної зони. Найбільші річки — Прип'ять з притоками Вижівка і Турія. В районі налічується 23 озера (загальна площа водного дзеркала 2574 га).
За часів незалежності України відновлено Свято-Миколаївський чоловічий монастир (заснований у XVII ст.).

## Транспорт
Територію району проходить залізниця Ковель — Брест і міжнародний автошлях М19 (E85), Т 0306, Т 0308, Т 0309 та Т 0310. Немає жодної залізничної станції, лише чотири зупинних пункти: Журавлини, Кримне, Мизове та Паридуби. Є 388 км автомобільних шляхів, у тому числі з твердим покриттям 172 км.

## Історія
Історія Старовижівщини сягає глибокої давнини. Перша писемна згадка про селище Вишега, вона ж Вижва, датується червнем 1099 року. Не одне десятиріччя вважалося, що Стара Вижівка бере свій початок як поселення у 1508 році, коли польський король Сигізмунд закріпив його за князями Сангушками у вотчинне володіння і дозволив їм заснувати містечко. Користуючись цим дозволом, Сангушки заснували в 1508 році містечко Нову Вижву, побудували у ньому замок, церкву з двома вівтарями і зробили його волосним центром. До складу Вижівської волості входили село Хотівель, Стара Вижва, Брідки, Гридки, Красна Воля, Секунь і Мостище. Жили тут люди і раніше, про що свідчать археологічні знахідки доби бронзи, та знайдено поселення часів Київської Русі.
1521 року князь Василь Михайлович Сангушко, який був луцьким старостою, подарував Преображенській церкві 98 десятин землі. А 25 травня 1532 року князь пожалував грамоту, за якою священику та його наступникам віддана була зі всіма доходами Преображенська церква з двома вівтарями — св. Архистратига Михаїла та св. Семена Літопроводця.
Через сварки із сусідами князь В.Сангушко 1543 року обміняв із королевою Боною Сфорца ковельські маєтки (сюди входила і Вижва) на володіння в Білорусі. Щоб пожвавити торгівлю та збільшити свої доходи від Вижви, королева надала містечку в 1548 магдебурзьке право. Королева Бона наділила вижівських міщан правом збудувати корчму та продавати горілку, збирати мостовий, подушний та воскобійний податки. Ковельському старості наказала, щоб він не чинив перешкод вижівчанам у користуванні доходами. Дозволено було проводити в містечку щотижневі торги та ярмарки на свято Різдва Христового.
Грамотою від 19 січня 1548 року до міста Вижви було приєднано жителів передмість та зрівняно їх у правах і обов'язках із самими міщанами. Інша грамота розповідає про те, як Бона наказала орендарям місцевих сіл Секунь, Сусек, Гридків і Городища надіслати з них людей для ремонту мостів поблизу містечка Вижви.
Достеменно невідомо, чи бувала королева Бона на Волині. Однак у народних легендах вона досить часто фігурує на теренах краю.
Про минувшину району розповідають експозиції краєзнавчого музею, де зберігається цінний матеріал з історії, культури та археології поліського краю. В музеї зберігаються документи про те, як у свій час землями володіли литовські князі Сангушки, російський князь Курбський, польська королева Бонна, розповідається про тяжке життя поліських селян, які займались в
основному землеробством та ремісництвом.

### Легенда про заснування і походження назви
Ще у XII ст. на землі, де зараз знаходиться Стара Вижівка, напало татаро-монгольське військо, яке було нещадним ні перед чим, ні перед дітьми, ні перед жінками. Це військо було настільки жорстоким, що на своєму шляху практично не залишали нічого цілого. І от, коли очікувався набіг монголо-татарського війська, місцеві жителі поховалися у дупла старих дерев. У результаті, загарбники їх не знайшли і залишили цю територію. А люди, яким вдалося таким способом вберегтися і вижили, казали: «Вижив». І тому існує така легенда, що саме через це так назвали селище — Вижва.
Також, існує ще одна, не менш цікава легенда утворення поселення з назвою — Вижва. Згідно з цією легендою назва селища пішла від того, що колись давно, коли ще були часи королів, жила-була королева, яка була сліпою. І от коли вона пропливаючи річкою на кораблі вмилася водою із річки — сталося диво, королева прозріла і вигукнула: «Я вижу».
При цьому поліська Вижва ідентифікувалася з літописом Вигошевь. Як зауважує автор етимологічного словника-довідника «Ойконімія Волині» Віктор Шульгач, про місто Вигошів дійсно є декілька фіксацій на сторінках давньоруських літописів.
Так, під 1097 р. читаємо: «…иже Быша оу него (у Мстислава) Берестыане. Пиняне. Вышеговцы» (Лаврентьевская летопись с.271).
В Іпатіївському літописі на с.451 згадується Вышеговь (1152 р.). У літописі за Воскресенським списком (Полное собрание русских летописей, т.7, с.17) знаходимо фразу: «…а Мьстиславь затворися во градь, и бяше у него вь осаде Берестяне и Пиняне, Вышеговцы». Таким чином, оригінальні джерела подають форму Вышеговь, Вышеговцы (назва жителів), а не Вишегов, Вишеговци, як у популярному «Літописі руському» Л.Махновця.
Літописний Вышеговь не можна пов'язувати з поліським Вижва, принаймні обґрунтувати такий зв'язок лінгвістично нереально. Швидше за все тут ідеться про зовсім інший населений пункт, який, до речі, деякі джерела ідентифікують із сучасним с. Вишгород Лановецького району Тернопільської області.
Нарешті, під 1546 р. згадується назва жителів с. Вижва — вижвляне, яка не має нічого спільного з літописним Вышеговци (у Махновця). Вышеговцы (в оригіналах) — назвою жителів Вишегова. Очевидно, на цьому можна поставити крапку.
Отож, про найменування районного центру Стара Вижівка. Історично — «село Вижва Старая» (1543) Wyzwa Stara (1658) тощо. Поєднання компонентів Стара (як протиставлення до Нова) та Вижва, пізніше — Вижівка. Останнє пов'язане з назвою однойменної річки.
Цікавим документом про тогочасну добу є збірка документів «Селянський рух на Україні 1569—1647 років». В ній вміщено витяг з поборового реєстру від 1571 року сіл Романа Сангушка Володимирського повіту про масові втечі зубожілих селян із сіл Грабове, Сереховичі, Пісочне монастирське. Документ за 1587 рік свідчить про втечу підданих княжни Олександри Володимирського повіту із сіл Стара Вижва, Паридуби, Хотешів Володимирського повіту до маєтку Луцька Гуревича-Воютинського. Інший збірник документів і матеріалів «Селянський рух на Україні 1826—1849 рр.» теж подає значні відомості про наш район.
Про минувшину району розповідають експозиції краєзнавчого музею, де зберігається цінний матеріал з історії, культури та археології поліського краю. В музеї зберігаються документи про те, як у свій час землями володіли литовські князі Сангушки, російський князь Курбський, польська королева Бонна, розповідається про тяжке життя поліських селян, які займались в основному землеробством та ремісництвом.
Вперше район як адміністративна одиниця був утворений 17 січня 1940 року із центром у с. Седлище і носив назву Седлищенський, а 7 червня 1946 року Указом Президії Верховної Ради УРСР його перейменовано в Старовижівський район з центром у смт. Стара Вижівка.
У грудні 1962 р. район ліквідовано через укрупнення, а 8 грудня 1966 р. Указом Президії Верховної Ради утворено Старовижівський район в нинішньому становищі — 19 сільських та 1 селищна рада з 47 населеними пунктами.
Найстарішими є села Яревище і Грабове, перші писемні згадки про яких датуються відповідно 1287 і 1460 роками.

### Міщанські вольності та Магдебурзьке право
Володарі земель і вотчин у моєму краї Сангушки постійно конфліктували між собою за право на верховенство у правлінні посполитими. Ці суперечки набули досить гострого характеру і призвели до обміну маєтками В. М. Сангушка з королевою Бонною. 1543 року король Сигізмунд I потвердив його маєтками у Кракові відповідною грамотою.
Цей обмін був значною подією в історії не лише містечка Нової Вижви. А й села Стара Вижва, що входило до складу означеного маєтку: королева Бонна видала у 40-х роках XVI ст. низку грамот, що надавали території привілеї Магдебурзького права, а селяни Вижівської волості перетворювалися у королівських чиншовиків.
У одній із грамот 1548 року було наказано вишівському старості Семашкові приєднати до міста Вижви передміських поселенців, у тому числі і старовижівців, прирівняти їх до вишівських мешканців і надати їм права на самоврядування.
В іншій грамоті дозволялось вишівцям відкрити корчму для продажу горілки, війту давалось право збирати мостове мито, подушний і восковий податки та інші данини. Цими заходами королева намагалася збільшити доходи від своїх маєтків.
Після смерті Бонни її володіння разом із селами Вижівської волості відійшли до держави і підпорядковувались Ковельському маєткові.
Ковельський староста Фальчевський мав намір позбавити вишівців привілеїв, гарантованих королевою. Але за вишівців заступився польський король Сигізмунд II Август. Саме він 1558 року наказав старості не забороняти вишівцям користуватися доходами від корчми, подушним, воскобійним і мостовим за умови одержання від них державних річних прибутків.
Із запровадженням у 1557 році волочної поміри в Старій Вижві було виділено 40,5 волоки і утворено вишівський фільварок. Це дозволило селянам залишатися державними людьми із сплатою скарбниці по одному флоріну і 20 грошей податку з волоки. Водночас усі разом сплачували також 25 флорінів медової данини. Крім того, за волочною помірою старовижівці зобов'язувалися відбувати два дні на тиждень з волоки натуральних повинностей.
Вижівський фільварок був невеликим. У ньому на початок XVII ст. засівалось 18 мац (144 пуди) жита. Тому значна кількість старовижівців панщини не відбувала, а сплачувала державні податки.
Наступний етап історії краю пов'язаний із Андрієм Курбським, який утік з Московії, зрадивши Івана Грозного. Саме цьому князеві король віддав у володіння Ковельський маєток разом із Старою Вижвою і округою.
Однак князь був володарем нашого поліського краю недовго і перед своєю смертю передав маєток дружині до повноліття дітей. Але без згоди короля він цього не мав права по закону робити. Тому королівський суд позбавив його спадкоємців маєтку, передавши його знову державі. Після Люблінської унії 1569 року Стара Вижва ввійшла до складу речі Посполитої і була підпорядкована Володимирському повітові Волинського воєводства. Це значно погіршило становище селян, їхні статки. Уже за 14 років після унії кількість зайнятої землі зменшилась удвічі. На 1583 рік тут оброблялося лише 29 волок, було 5 городників, котрі не мали польових наділів, і 3 ремісники.
Брестська унія 1596 року у свою чергу до краю загострила національне і релігійне протистояння між шляхтою і зубожілим селянством, що можна також віднести до наслідків III Литовського статуту, який юридично узаконив кріпацтво.
І хоча старовижівці залишалася господарськими (королівськими) людьми, але вони відтепер повинні були сплачувати десятину на користь греко-католицької церкви, спеціальний податок на утримання ковельського війська під час перебування його в селі і відробляли панщину, що в XVI ст. досягла на Волині чотирьох-шести днів на тиждень з волоки.

### Буремне XVII століття
За ілюстрацією 1628 року Стара Вижва давала королівській скарбниці 306 флорінів з прямих податків. Вижівський фільварок — 177 флорінів, а містечко Вижва — 572 флоріни 25,5 гроша. Аби спростити і не піклуватися про збір податків вищі сановники Речі Посполитої здавали королівські села на відкуп шляхтичам, які перепродували їх купцям-лихварям. Щоб одержати більше прибутків з орендованого маєтку, суборендарі збільшували панщину, вводили нові побори і повинності на селян.
Зокрема, у скарзі шляхтича Петра Муканського 1648 року йдеться про те, що оренда Вижви і села Стара Вижва була в руках трьох орендарів. Під час оренди «ковельський підстароста, писар і вижівський війт нові надзвичайні податки на міщан і селян вижівських накладають, грабують їх, б'ють, до в'язниці садять, на панщину гонять, з підводами посилають на кілька тижнів на потреби свої». В цій же скарзі говориться, що 1647 року в селі Стара Вижва, в містечку Вижва не вродили ні ярина, ні озимина, що на засів доводилось купувати насіння, не зібрано медового податку, а чиншу замість 2500 зібрано лише 600 злотих.
Непомірний гніт, неврожай змусили декілька десятків міщан і селян покинути свої оселі і податися світ за очі. Це у ті часи стало поширеною формою протесту. I якщо 1648 року в Старій Вижві нараховувалось 102 двори, то 1650 року їх залишилося лише 32.
Втікачі не залишилися пасивними спостерігачами подій, що розгорталися в Україні. Як правило, ними поповнювалися повстанські загони, які діяли під Ковелем і Ратним. Коли ж козацькі сили покинули Волинь, частина вижівчан відійшла з ними, а частина повернулася до батьківських місць. Цим пояснюється збільшення кількості дворів у Старій Вижві до 66 господарств у 1653 році.
Із згасанням визвольної війни польська шляхта розпочала жорстоку помсту активним учасникам боротьби, але король Ян Казимир, наляканий масштабами і наслідками всенародної непокори, змушений був підтвердити за вижівцями їх привілеї, які встановила королева Бонна. Та все ж панщина не зменшилась, а зросла до 5-6 днів на тиждень із волоки. Крім того, селяни змушені були давати по три чверті вівca або жита з кожного господарства, сплачувати подимний та лановий податки на користь держави.
Економічний і соціальний гніт посилювався духовним. Польський уряд видав низку універсалів на обмеження діяльності православної церкви і обов'язкове утвердження греко-католицизму. Під загрозою значного штрафу і позбавлення волі від місцевого населення вимагали обов'язкового переходу до греко-католицької церкви.
Ці фактори негативно позначилися на забудові села і збільшенні його населення. За півтора століття, що минуло після визвольної війни, кількість дворів у Старій Вижві суттєво не збільшилася. Якщо в 1653 році їх налічувалося 66, то в 1797 році — лише 76.
У 1775 році ковельський маєток разом зі Старою Вижвою та іншими селами був відданий краківському воєводі Вацлаву Ржевуському, а після третього поділу Польщі цей маєток, як колишнє королівське володіння, передали в казну російської держави.

### У складі Російської імперії
Цей час позначений деяким послабленням феодального гніту, бо маєток не здавали в оренду. I про характер громадянського стану того часу, суспільне життя посполитих містечка Вижва та округи можна дізнатися із метричної книги 1818—1828 pp., яку знайшли юні краєзнавці Старовижівської станції юних туристів наприкінці 90-х років XX століття. Тривалий час книга, як і годиться, зберігалася у нововижівській Преображенській церкві, переживши війни, перевороти, потрясіння, зміни влади, ворожі нашестя. Та сама церква не витримала більшовицького атеїстичного невігластва, коли войовничі матеріалісти нанесли руйнації духовному осередку громади. Тоді книга потрапила до Анастасії Мартинюк, жительки Нової Вижви.
Biв записи священик Афанасій Страшкевич. Найчастіше в книзі зустрічаються прізвища Оліферовичі, Кричинюки, Маркевичі, Супруновичі, Систалюки, тому теперішнім нащадкам тих вижівчан не важко дослідити корені свого родоводу. В середньому за рік у містечку народжувалось тридцять-сорок дітей. Але майже половина з них помирала у віці від одного до десяти років. Так, у 1818 році народилося 48 хлопчиків і дівчаток, у 1819 — 53, у 1821 — 40, у 1828 році — 36 дітей.
На 19-й сторінці книги вміщено спеціальну таблицю, де Афанасій Страшкевич підсумував демографічну статистику свого приходу: у 1822 році народилося 38 дітей, повінчалося 12 пар, померло п'ятдесят двоє жителів (двадцять осіб чоловічої і тридцять дві жіночої). Найчастіше причиною смерті, як зазначено у записах, були такі хвороби: сухоти, гарячка, кір, віспа. Зустрічаються й такі записи: «от пухлини». Ствердно відповісти, що це ракові хвороби, проблематично.
Мабуть, уже те, що за десять років православне населення Вижви зросло лише на 125 чоловік (а з інших джерел відомо, що у Вижві мешкало чимало євреїв), свідчить про низький життєвий рівень, проблеми з медичним обслуговуванням, відсутність профілактичних щеплень проти інфекційних хвороб.
За ілюстрацією 1853 року, в Старій Вижві та її окрузі налічувалось 60 тяглових, 52 напівтяглі, городник і відставний солдат. Люстрація закріпила за всіма дворами 72 десятини садибної, 46 десятин сіножатей, 325 десятин посередньої орної і 834 десятини худорідної землі. 3 цієї землі на тягловий двір припадало по 3 десятини орної посередньої і по 7,5 десятини худорідної землі, на напівтягловий двір — половина наділу тяглового двору, за городником і відставним солдатом було закріплено по 1,5 десятини садибної землі. За користування землею старовижівці мали щороку сплачувати казні 2239 крб. податку. За пасовища плата справлялася окремо з тих господарств, які користувалися ними.
Реформа 1861 року скасувала кріпацтво й селян Старої Вижви. Землеустрій казенних селян України визначався головними указами 1866—1867 pp., що передбачали обов'язковий викуп наділів. Для нарахування викупних платежів за землю бралася річна сума оброчної податі, збільшена на 10 відсотків. Селяни Старої Вижви та округи зобов'язані були викупити землю, закріплену за ними люстраційною комісією 1853 p., і сплатити за неї казні величезну суму — щорічно по 2462 крб. протягом 49 років.
Скасування кріпацтва відкрило шляхи для швидкої капіталізації виробничих відносин, розвитку економіки. У цей період розпочинається будівництво залізниці Рівне-Баверці-Ковель. Від Ковеля залізницю почали будувати до Бреста. Ці роботи в основному тривали у 1873-77 pp. Звичайно, на формування насипу, прокладання колії, підготовку території рекрутували значну частину робітників нашого регіону. Збереглися свідчення старожилів про безперервну виснажливу працю з використанням волів, коней. Робочий день часто тривав понад 14 годин. А заробіток на рік становив 94 карбованці 96 копійок, що у 3,5 раза менше, ніж у Катеринославській губернії. Тоді до Бреста з Ковеля проклали двоколійне полотно.
У ті ж часи для старовижівців стала пам'ятною ще одна подія: 19 серпня 1869 року вперше відчинила свої двері для прихожан церква, яку й назвали на честь свята Преображення Господнього — Преображенською. Споруджений храм був із дерева, на кам'яному фундаменті. Таким залишився й донині. Вирізняється дзвіниця тим, що збудована за особливим типом, яких на Волині дуже мало. На ній встановили шість дзвонів з доброякісного металу, що забезпечував навдивовижу мелодійний звук.
При церкві існувала приходська школа. У ній тривалий час учителював Антон Гаврилюк. За Польщі вчителі в школі були приїжджі. А в роки Німецько-радянської війни школа згоріла.
На цвинтарі поховали кількох місцевих жителів. Це трапилося, коли через село проходила лінія фронту. Окрім старовижівців, тут поховали чимало німецьких вояків. На їх могилах у роки війни нашвидкуруч поставили 6ерезові хрести, які з часом зогнили, а могили в повоєнні часи зрівняли із землею.
Добру згадку про себе в народі залишили настоятелі храму. При Польщі у церкві служив отець Концевич, потім — Гармата, в п'ятдесятих роках слово Боже ніс людям священик М'який, після нього — Цибулька, Євген Червінський, отці Віктор, Микола, Богдан. На початку третього тисячоліття настоятелем райцентрівської святині є отець Дмитро, котрий ревно продовжує найкращі традиції своїх попередників.
Про побут і звичаї селян початку XX століття залишили колоритні спогади довгожителі Марфи Ісаківни Довгаль та Мотрони Іванівни Хлопук. 3 їхніх слів головною вулицею-артерією села була теперішня Володимирська. Обабіч неї стояли хатини під соломою та господарські будівлі, кожне обійстя обгороджувалося зусібіч. Крайньою з боку Ковеля була хата Остапа Паримончука, а з протилежного кінця вулиці Катерини Проїмчукової (так її кликали по-вуличному), саме біля їхніх господарств в'їзд у село та виїзд із нього закривали на ніч дощатими воротами. Були іще два кутки — один там, де теперішня вулиця Грушевського, другий існував на вулиці Жовтневій. Найбільші і найпривабливіші будівлі того часу — церква і школа.
До 1914 року селяни жили важким життям. Мали худобу, сіяли жито, садили картоплю, городину, культивували коноплі. Але це тривало до 1914 року. Війна з німцями багатьох зірвала із насиджених місць і погнала у біженці.
Цей період справді був жахливим і трагічним. Із виступом російської армії в серпні 1915 року село окупували австро-німецькі війська. Це тривало майже до кінця 1918 року. Чимало мешканців намагалися із російськими військами евакуюватись у східні губернії. Та їх наздогнали ворожі загони в Бучацькому лісі (Камінь-Каширський район) і повернули назад.
Загарбники призначили на залізничну станцію свого коменданта, поставили патрулів і встановили в селі військовий режим. Хліб і худобу реквізували. В Старій Вижві не залишилося жодного коня. Поля жителі обробляли лопатами. Іноді селяни запрягалися у плуг і по черзі орали свої наділи.
Неоднозначно сприйняли старовижівчани звістку про повалення самодержавства в Росії. Її принесли в село німецькі солдати. Одні поліщуки сподівалися на прискорення завершення війни, інших лякали невизначеність та екстремізм, з яким діяли революціонери. Тоді ж (кінець 1918 року) австро-німецькі окупанти поспіхом накивали п'ятами, але вже навесні 1919 р. Стару Вижву окупувала польська армія, призначивши чергову жорстоку військову адміністрацію.
У серпні 1920 року район окупувала Червона Армія. Було створено комнезам, головою якого призначено А.Гаврилюка. Але на початку жовтня цього ж року Стара Вижва знову була захоплена військами Польщі і за Ризьким договором 1921 року ввійшла до її складу.
Того ж року уряд Польщі провів перепис населення Волинської губернії. За цим переписом у Старій Вижві нараховувалось 196 дворів і 993 душі населення. Порівняно з 1910 роком кількість його зменшилася на 240 чоловік. Знову були відновлені непомірні податки і збори. Селянин повинен був платити податок не тільки за землю, а й за худобу, за птицю, за собаку, на «самоврядування» у розмірі 100 відсотків поземельного податку, страховий збір, за в'їзд на базар тощо. Крім цього, селяни були зобов'язані відбувати безоплатно шляхову повинність, яка в окремих селянських господарствах забирала в рік від 60 до 100 людино-днів.
Соціальний гніт цинічно доповнювався ще й національним гнобленням, оскільки навчання в школі велося виключно польською мовою. У 1923 році загін легіонерів учинив прилюдне катування Якова Коржана та його матері за те, що вони висловили своє незадоволення навчанням дітей польською мовою. Це було також підставою, аби з господарства Коржана реквізувати худобу.
Як наслідок цих процесів, посилюється підпільна діяльність проти окупаційного режиму.
Такі настрої й дії оцінювали й відповідно реагували на них польські урядовці. В своєму звіті (вересень 1933 року) волинський воєвода Г.Юзевський писав, що особливий вплив на українську спільноту мала організація «Просвіта», тому її ліквідація відкрила перспективу для поширення ідей глибокої колонізації, що не так вороже сприймається широкими верствами польського населення Волині. Але це треба провадити вкрай обережно і розважливо.
Хоча вже відчутне посилення крайнього націоналізму, підривного і диверсійного руху з боку ОУН. Воєвода Юзевський застерігає, що в даній царині послаблення не допустиме і боротьба із цим явищем мусить вестися з усією безоглядністю, з використанням ycix засобів, які є в розпорядженні Польщі. У звіті зазначається, що ОУН у ці роки посилила свій вплив на шкільництво.
Чинником політичної диверсії у зазначеному звіті воєводи є також східний комунізм і дії радянської влади. Хоча після ліквідації Сельробу напруженість ситуації зменшилася, комуністичні чинники обмежуються конспіративним нелегальним рухом. Його посилення спостерігається на окремо визначених теренах, які перебувають під комуністичними впливами (ковельський комплекс). Під зазначеним комплексом йдеться про партизанський рух у Ковельському та Камінь-Каширському повітах початку 30-х років під керівництвом комуністів.
12 вересня 1934 року комітетом КПЗУ організовано опір екзекуторам, війтові і 4-м поліцейським, що прибули для примусового стягнення. Описані за податки речі були відібрані, а самі екзекутори покинули село ні з чим. Це спричинило акцію помсти: до Старої Вижви прибув кінний загін поліції, спеціальний поїзд на чолі із повітовим старостою. Акція втихомирення тривала 4 дні. Були зруйновані дахи у 14-х господарствах, у багатьох селян розвалено печі. Умиротворення завершилося арештом майже ycix членів КПЗУ і багатьох учасників опору.
Не спадала протестна активність місцевого населення і в наступні роки аж до приєднання Західної України до УРСР. Події кінця серпня — початку вересня 1939 року, коли стали відомими умови договору між СРСР та Німеччиною, вплинули на утворення тимчасового комітету для встановлення радянської влади у Старій Вижві. До його складу увійшли Т.Савчук (голова), С.Маркевич, М.Мандзюк, Л.Погаральський, П.Маркевич. Активні дії комітету дозволили роззброїти частину деморалізованих польських вояків, організувати охорону мосту через Вижівку, залізничної станції.
Ці події радянська пропаганда впродовж 50 років намагалася трактувати, як винятково визвольний похід Червоної Армії. Сьогодні ж відомо, що був прийнятий спеціальний наказ наркома внутрішніх справ СРСР Лаврентія Берії № 001064 під дещо загадковою назвою «Про оперативні заходи у зв'язку із здійснюваними навчальними зборами» від 8 вересня 1939 року. В ньому у 16 пунктах передбачувалися і регламентувалися вci стани визвольного походу. Ось окремі з них: негайне захоплення ycix державних і приватних приміщень установ зв'язку, радіостанцій передбачено у пункті 1. Пункт 5 передбачав негайне захоплення заручників з числа підприємців, поміщиків і капіталістів. Арешту не підлягали поки що священики, особливо католики — пункт 6. Негайної організації агентурно-інформаційної мережі вимагав пункт 9. I нарешті пункт 15 наказу зобов'язував провести активну організацію тимчасового управління робітничою гвардією і селянськими комітетами.

## Пам'ятки
Станом на 1 січня 2009 року у Старовижівському районі Волинської області нараховується 19 пам'яток архітектури, з яких 7 — національного значення.

## Природоохоронні території та об'єкти

#### Парк-пам'ятка садово-паркового мистецтва загальнодержавного значення«Дубечне»
с. Дубечне, площа 2 га, Старовижівський держлісгосп, Старовижівське лісництво, кв. 29, вид. 24, кв. 30, вид. 27, утворений Указом Президента України № 715/96 від 20.08.96 р. Місце зростання 50 рідкісних та екзотичних порід дерев і 75 порід чагарників, зокрема, платана західного, тюльпанового дерева, софори японської, оцтового дерева, катальпи.

#### Лісовий заказник«Смоляри-2»
с. Текля, площа 11 га, Старовижівський держлісгосп, Дубечненське лісництво, кв. 79, вид. 3, утворений рішенням облвиконкому № 226 від 31.01.91 р. Цінне високо бонітетне насадження дуба череватого віком 107 років.

#### Загальнозоологічний заказник«Дубечнівський»
с. Глухи, площа 1792 га, Старовижівський держлісгосп, Старовижівське лісництво, кв. 4-7, вид. 1-6-8-11, 13, 14, 18, 21, 23, 25, 26, 29, 30, 33, 34, 36 та інші, утворений рішенням облвиконкому № 301 від 04.09.85 р. Цінний лісовий масив — місце розмноження козулі європейської, кабана дикого, лисиці, білки, куниці лісової, зайця-русака, тетерука, орябка (рябчика), а також лелеки чорного, занесеного до Червоної книги України, деяких інших видів тварин.

### Території природно-заповідного фонду у складі заказника «Дубечнівський»
Нерідко, оголошенню заказника передує створення одного або кількох об'єктів природно-заповідного фонду місцевого значення. В результаті, великий заказник фактично поглинає раніше створені ПЗФ. Проте їхній статус зазвичай зберігають.
До складу території загально зоологічного заказника місцевого значення «Дубечненський» входять такі об'єкти ПЗФ України:
- Ботанічна пам'ятка природи місцевого значення «Дуб звичайний-велетень»
- Ботанічна пам'ятка природи місцевого значення «Сосна звичайна — 200 років»

#### Загальнозоологічний заказник«Смололяри, плоярівський»
с. Смоляри, площа 1422 га, Старовижівський держлісгосп, Дубечненське лісництво, кв. 66-70, 71-74, кв. 75, вид. 1-16,ком 18-26, кв. 76-80, утворений рішенням облвиконкому від 31. 10. 91 р. Цінний лісовий масив дубово-соснових насаджень віком 45-67 років, місце розмноження лося, кабана дикого, козулі європейської, лисиці, куниці лісової, тетерука, орябка (рябчика).

#### Орнітологічний заказник«Урочище Костянове»
с. Дубечне, площа 20,3 га, СВК «Полісся», утворений рішенням облвиконкому № 226 від 31.10.91 р. Озеро з болотяним масивом — місце масового розмноження водоплавних і навколоводних птахів, зокрема, крижня, чирки більшої і меншої, черні червоноголової, лиски, курочки водяної, норця великого, мартина звичайного, крячків білокрилого і чорного.

#### Ботанічна пам'ятка природи«Дуб звичайний-велетень»
с. Дубечне, площа 0,1 га, Старовижівський держлісгосп, Дубечненське лісництво, кв. 19, вид. 36, утворена рішенням облвиконкому № 255 від 11.07.72 р. (входить у площу загально зоологічного заказника «Дубечненський»). Цінне одиноке дерево віком 530 років, що зростає серед лісового масиву.

#### Ботанічна пам'ятка природи«Модрина»
с. Дубечне, площа 0,2 га, Старовижівський держлісгосп, Дубечненське лісництво, кв. 40, вид. 13, утворена рішенням облвиконкому № 226 від 31.10.91 р. Дев'ять дерев віком до 65 років, діаметром стовбура 24 см, висотою до 25 м, що зростають у вологій судіброві.

#### Ботанічна пам'ятка природи«Сосна звичайна — 200 років»
с. Глухи, площа 0, 01 га, Старовижівський держлісгосп, Дубечненське лісництво, кв. 9, вид. 11, утворена рішенням облвиконкому № 255 від 11.07.72 р. Одиноке дерево віком 230 років серед лісового масиву.

## Архітектурні пам'ятки

#### Милецький Свято-Миколаївський монастир
Милецький Свято-Миколаївський чоловічий монастир — пам'ятка архітектури та культури. Заснований князем Сангушком у 1542 році. Перша і найбільш давня споруда — Миколаївська церква (1542 р.). Аналіз архітектурно-конструктивних особливостей цієї церкви дає підстави віднести її приналежність до тієї групи культових споруд Волині, в об'ємно-просторовій структурі яких поєднуються будівельні давньоруські традиції з елементами готичної архітектури. Розташування храму також відрізняється від інших волинських монастирських ансамблів XV—XVII століття, де церква посідає здебільшого центральне місце і є архітектурною домінантою, навколо якої групуються інші будівлі комплексу. Послідовні переходи монастиря з греко-католицького в католицький, з католицького в православний та зміни естетичних смаків панівної верхівки суспільства зумовили зведення нових монастирських будівель і перебудову існуючих. До 1832 р. у монастирі відбувалися великі будівельні роботи, споруджувався будинок настоятеля, келії. В кінці 19 — початок XX століття була перебудована дзвіниця, лікарня та церковно-приходська школа. У 1943 році монастир було пограбовано. Ігумена та ієромонахів спалено живцем. 28 жовтня 1947 року обитель була закрита. 19 березня 1948 року тут розпочав свою діяльність психо-неврологічний будинок-інтернат для пристарілих. 17 серпня 1993 року почалося нове відродження монастиря. У 1994 було зареєстровано обитель, отримано «Свідоцтво про реєстрацію» та Статут монастиря. Сильно обитель постраждала під час стихії 23 червня 1997 року, але завдяки пожертвам — піднялася з руїн. У наш час до складу колишнього монастирського комплексу, в якому міститься будинок інвалідів, входять Миколаївська церква, дзвіниця, корпус настоятеля, корпус келій з трапезною і теплою церквою, господарчі та допоміжні споруди.

#### Церква Архангела Михаїла
Церква архангела Михаїла села Секунь — пам'ятка культури і архітектури, побудована у 1542—1588 роках. Існувала до середини XIX століття. Храм перебував в аварійному стані. Тому у 1893 році давню церкву перенесли на нове кладовище і освятили на честь преподобного Іова Почаївського. Сюди забрали різний церковний інвентар, церковний архів та давній образ Богородиці. Ця церква згадувалася ще у 1840 роках професором Іванішевим, адже тут був знайдений давній образ «Святителя Миколая» візантійського письма. Саме з цією церквою пов'язана і малярська творчість Т. Г. Шевченка. Питання про перебування Шевченка на Волині залишалося тривалий час дискусійним. Але знайдений запис в інвентарній прицерковній книзі села Секунь Старовижівського району, як і зібрані вченими спогади-перекази очевидців, є досить переконливими аргументами.
В «Описи церковного имущества», заведеній ще 1806 року, навпроти «Образу Божої Матері за Престолом» було зазначено: «1846 году образ сей рештаврирован проезжим живописцем Тарасием Шевченком».
У вересні 1846 року Тарас Шевченко отримав розпорядження від Тимчасової комісії виїхати у різні місця Київської, Подільської та Волинської губерній для збору народних переказів, пісень, історичної ваги документів, оглянути і замалювати стародавні могили… З села Вербка Ковельського району дорога Шевченка пролягла у село Секунь. Минав жовтень 1846 року. Тоді настоятелем Свято-Михайлівської церкви с. Секунь, в якій зберігався старовинний образ Богоматері, був молодий священик Ілля Мусієвич. Очевидно, він попросив художника відреставрувати ікону. Шевченко не просто оновив її, а домалював прикраси, характерні для української жінки, — коралі.

#### Свято-Преображенська церква смт. Стара Вижівка
Церква збудована у 1869 році. Дерев'яна, на кам'яному фундаменті. Рідкістю є церковна дзвіниця, побудована за особливим типом, що не часто зустрічається на Волині. У роки І світової війни 6 дзвонів були продані за бочку рому австро-угорським окупантам. Церква мала декілька гектарів землі. Існувала церковно-приходська школа, яка була спалена в роки Великої Вітчизняної війни.
В воєнні роки храм майже не діяв. Була спроба закрити церкву, але вона не здійснилася. На церковній території знаходяться могили німецьких солдатів.

#### Свято-Вознесенська церква с. Яревище
Свято-Вознесенська церква була побудована у 1865 році за наказом імператора за гроші з державної казни. По штату при церкві були священик та псаломщик, яким платилася платня. У володінні церкви — 37 га землі. Прихід мав одну загальнонародну двокласну школу. В 1962 році церква за наказом влади була закрита і перетворена на місце збереження люпину та зерна. 24 січня 1989 року богослужіння в церкві відновлені. Окрасою церкви є стара дзвіниця з гарними дзвонами та пам'ятник з каменю у вигляді обрізаного дерева на честь померлої доньки одного з перших священиків.

#### Свято-Михайлівська церква с. Кримне
Свято-Михайлівська церква була споруджена за «казенний» рахунок у 1861 році. Крім цієї церкви була ще одна дерев'яна церква, збудована у 1885 р. — Ризо-Положинська церква. У середині 30-х років XX століття село відвідав протоієрей М.Тучемський, якого вразила набожність селян. Сьогодні церква — гарний дерев'яний храм. Милує око всіх прихожан.

## Персоналії

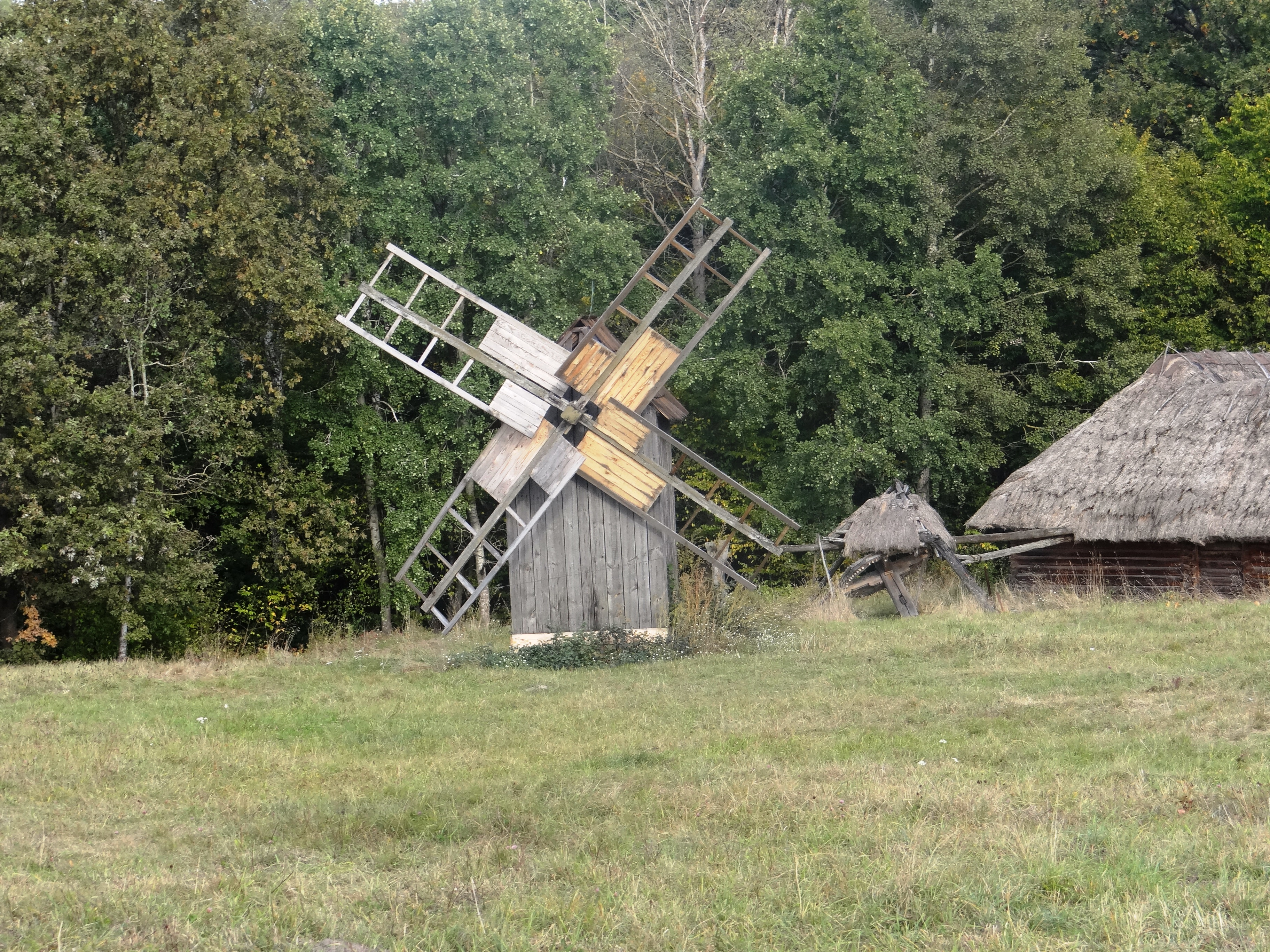

- Петрук Василь Демидович (1921—1991) — перший на Волині Герой Радянського Союзу, уродженець села Секунь Старовижівського району.[3]